# Магомедов, Тимур Набиевич
Тимур Набиевич Магомедов (род. 1988, Буйнакск, Дагестанская АССР) — российский спортсмен, специализируется по ушу, призёр Кубка мира, чемпион России.

## Биография
Ушу-саньда начал заниматься в 1988 году. Занимался в халимбекаульской РАШБИ «Пять сторон света» у тренера Гусейна Магомаева. В 2008 году стал чемпионом России и серебряным призёром Кубка мира в китайском Харбине.

## Спортивные достижения
- Чемпионат России по ушу 2008 — ;
- Кубок мира по ушу 2008 — ;

## Личная жизнь
В 2005 году окончил РАШБИ «Пять сторон света» в Халимбекауле.